# Antonio Maria Gardini
Antonio Maria Gardini (Venezia, 19 marzo 1738 – Vicenza, 8 settembre 1800) è stato un vescovo cattolico italiano.

## Biografia
Nato a Venezia nel 1738, fu ordinato sacerdote nel 1761 per l'ordine benedettino.
Il 23 settembre 1782 papa Pio VI lo nominò vescovo di Crema, ricevendo la consacrazione episcopale il 29 settembre successivo dal cardinale Carlo Rezzonico, vescovo di Porto e Santa Rufina, co-consacranti l'arcivescovo Giuseppe Maria Contesini, arcivescovo titolare di Atene, ed il vescovo Pierluigi Galletti, vescovo titolare di Cirene. 
Si insediò nella cattedra vescovile il 17 febbraio 1783.
Durante il suo episcopato, dedicò i suoi sforzi alla cura del seminario diocesano e al contrasto alle idee rivoluzionarie ed illuministiche. 
Dopo il ritorno dei francesi, fuggì a Vicenza, in territorio austriaco, dove morì l'8 settembre 1800, venendo sepolto nella chiesa di santa Corona.

## Genealogia episcopale
La genealogia episcopale è:
- Cardinale Scipione Rebiba
- Cardinale Giulio Antonio Santori
- Cardinale Girolamo Bernerio, O.P.
- Arcivescovo Galeazzo Sanvitale
- Cardinale Ludovico Ludovisi
- Cardinale Luigi Caetani
- Cardinale Ulderico Carpegna
- Cardinale Paluzzo Paluzzi Altieri degli Albertoni
- Papa Benedetto XIII
- Papa Benedetto XIV
- Papa Clemente XIII
- Cardinale Giovanni Francesco Albani
- Cardinale Carlo Rezzonico
- Vescovo Antonio Maria Gardini